# Yume Naraba
Singles de Natsumi Abe
Koi no Telephone Goal
(2004) Koi no Hana
(2005)
 Yume Naraba  (夢ならば) est le quatrième single de Natsumi Abe, sorti le 20 avril 2005 au Japon sous le label hachama, écrit et produit par Tsunku. Il marque le retour de la chanteuse après une suspension de cinq mois pour une affaire de plagiat et l'annulation de la sortie d'un single prévu pour le 6 janvier, Nariyamanai Tambourine. Il atteint la 6e place du classement de l'Oricon, et reste classé pendant cinq semaines, se vendant à 36 248 exemplaires durant cette période. Il sort aussi dans une édition limitée avec une pochette différente, ainsi qu'au format "Single V" (DVD) contenant le clip vidéo un mois plus tard, le 15 mai 2005.
La chanson-titre figurera sur le deuxième album de la chanteuse, 2nd ~Shimiwataru Omoi~ de 2006, ainsi que sur la compilation de ses singles, Abe Natsumi ~Best Selection~ de 2008. Son clip vidéo figurera aussi sur le DVD du Best Selection. La chanson initialement prévue être celle de son quatrième single annulé, Nariyamanai Tambourine, figurera aussi sur le Best Selection.

## Liste des titres
CD
1. Yume Naraba  (夢ならば?)
2. Sora Life Goes On  (空 LIFE GOES ON?)
3. Yume Naraba (Instrumental) (夢ならば...?)

Single V
1. Yume Naraba  (夢ならば?) (clip vidéo)
2. Yume Naraba (Dance Shot Ver.) (夢ならば...?) (clip vidéo)
3. Making Eizo  (メイキング映像?) (making of)